# U 9 (Kaiserliche Deutsche Marine)

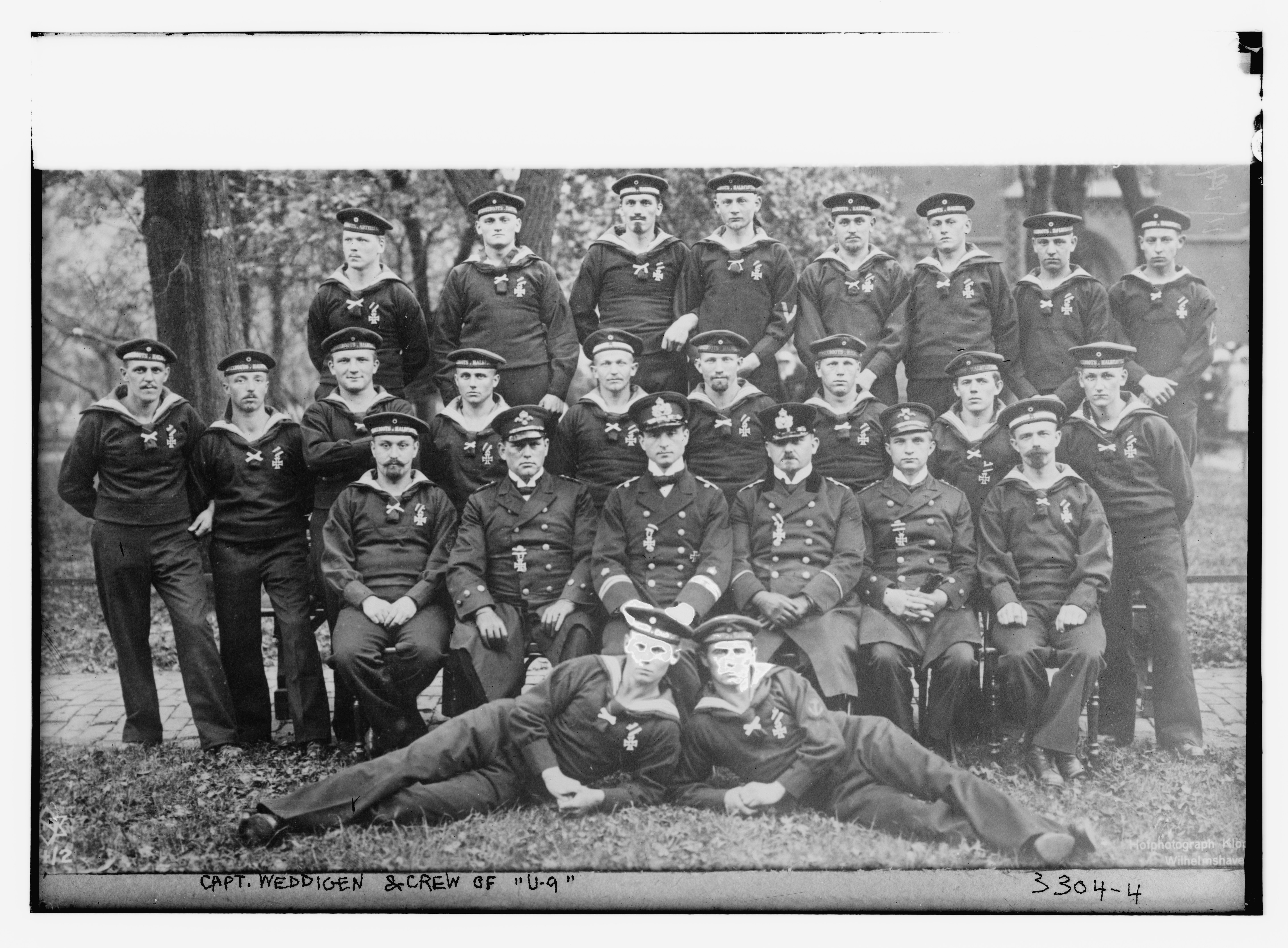
De bemanning van de U 9 met kapitein Weddigen zittend vooraan in het midden

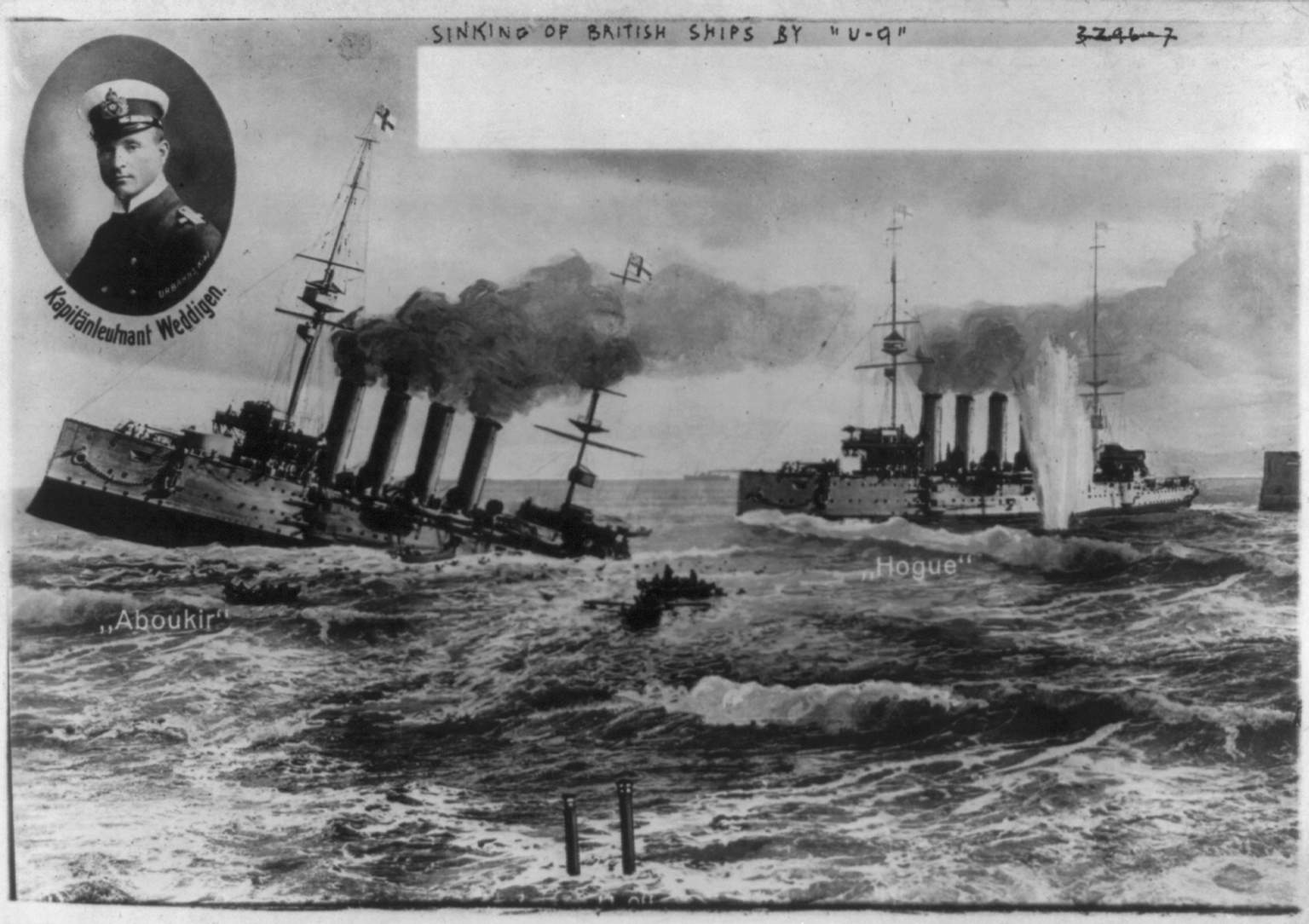
Postkaart van de slag op 22 september 1914

De SM U 9 was een Duitse onderzeeboot. De boot is gebouwd in opdracht van de Kaiserliche Marine. De opdracht voor de bouw werd gegeven op 15 juli 1908 en zijn kiel werd gelegd door de Kaiserliche Werft in Danzig. Hij werd in dienst gesteld op 18 april 1910.

## Ontwerp
De U 9 had een totale lengte van 57,4 meter, was 6,0 meter breed en 7,1 meter hoog. Binnen de drukromp was de breedte van de onderzeeboot 3,65 meter. Hij had een diepgang van 3,1 meter. De waterverplaatsing was 493 ton aan de oppervlakte en 611 ton onder water.
U 9 was uitgerust met twee Körting achtcilinder en twee Körting zescilinder tweetakt benzinemotoren met een totaal vermogen van 1000 pk (735 kW) voor gebruik op het oppervlak. Onder water werd de voorstuwing verzorgd door twee Siemens-Schuckert elektromotoren met een gecombineerd vermogen van 1160 pk (853 kW). Deze motoren dreven twee assen aan, elk met een schroef met een diameter van 1,45 meter. Het bereik was 1800 zeemijl (ongeveer 3300 kilometer) bij een snelheid van 14 knopen (26 km/h) aan de oppervlakte en 80 zeemijl (150 km) bij vijf knopen (9,3 km/h) onder water. De maximale duikdiepte was 50 meter.
De bewapening bestond uit vier 45 cm torpedobuizen, twee in de boeg en twee in de achtersteven. Naast de torpedo's in de vier buizen waren er nog twee extra torpedo's aan boord. Bij de bouw was er een machinegeweer, maar toen de Eerste Wereldoorlog uitbrak werd dit aangevuld met een 3,7 cm Hotchkiss-kanon. In 1915 kwam er nog een kanon met een kaliber van 5 cm bij. Bij een grote onderhoudsbeurt in maart 1916 werd de boot aangepast om zeemijnen te leggen, maar in december van hetzelfde jaar werd dit al weer verwijderd. De bemanning bestond uit zo'n 30 man.

## Inzet
Tijdens de Eerste Wereldoorlog voerde de U 9 zeven gevechtsmissies uit en bracht vijf oorlogsschepen met een totaal tonnage van 44.000 ton en dertien koopvaardijschepen met 8636 brt tot zinken.
Op 22 september 1914 tussen 07:20 en 08:35 viel de U 9 drie verouderde pantserkruisers aan van de Royal Navy. Die schepen patrouilleerden op dat moment op 22 zeemijl ten westen van Hoek van Holland. De drie pantserkruisers patrouilleerden met een lage snelheid, ongeveer 10 knopen, en hielden een vaste koers aan. Als eerste werd de HMS Aboukir beschoten door de U 9. De opvarenden verlieten het schip, maar dit zonk zo snel dat 527 bemanningsleden met het schip ten onder gingen. Er was geen melding gemaakt van een onderzeeboot en men vermoedde dat het schip op een zeemijn was gelopen. HMS Hogue snelde toe om hulp te verlenen, maar werd eveneens getroffen door een torpedo van de U 9. Ook de HMS Cressy kwam naderbij en was eveneens een gemakkelijk doelwit voor de op circa 1000 meter afstand liggende duikboot. Terug in Duitsand kreeg de bemanning een heldenontvangst.
Op 15 oktober 1914 deed de U 9 met één torpedo de Britse kruiser HMS Hawke zinken voor de kust van Aberdeen, hierbij verloren 524 zeelui het leven. Op 12 januari 1915 werd kapitein Weddigen afgelost door Johannes Spieß, die tot 19 april 1916 het bevel voerde over de U 9. Het werkgebied werd verlegd naar de Oostzee. In deze periode zonk hij dertien schepen van in totaal 8635 BRT. Dit waren tien vissersschepen en drie Britse stoomschepen, Don, Queen Wilhelmina en Serbino.
Na april 1916 werd de boot uit de frontlinie gehaald om ingezet te worden voor trainingsdoeleinden in Kiel.
De U 9 en de raider SMS Emden waren de enige schepen waaraan Keizer Wilhelm II het IJzeren Kruis heeft verleend.